# قصر الاكتشاف

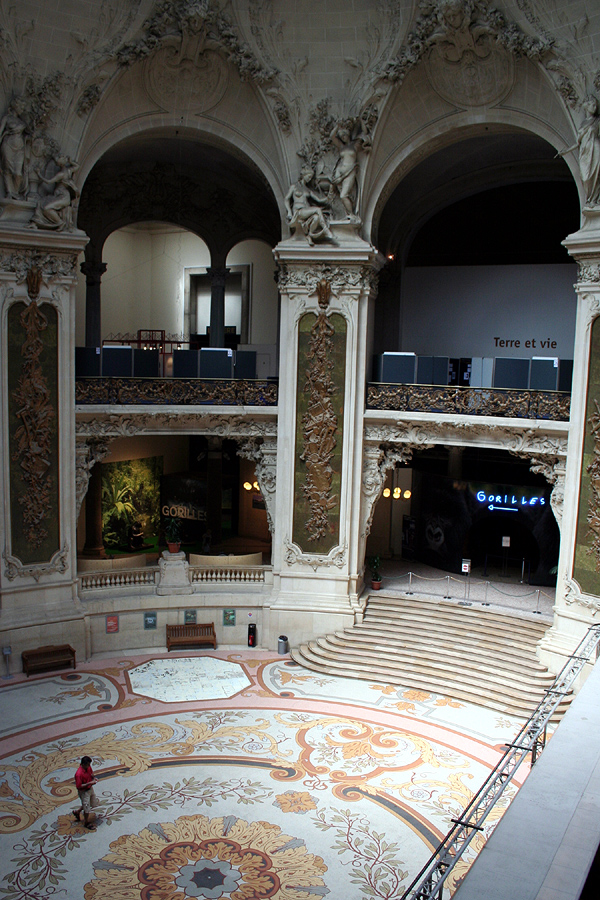
صالة الدخول بقصر الاكتشاف.

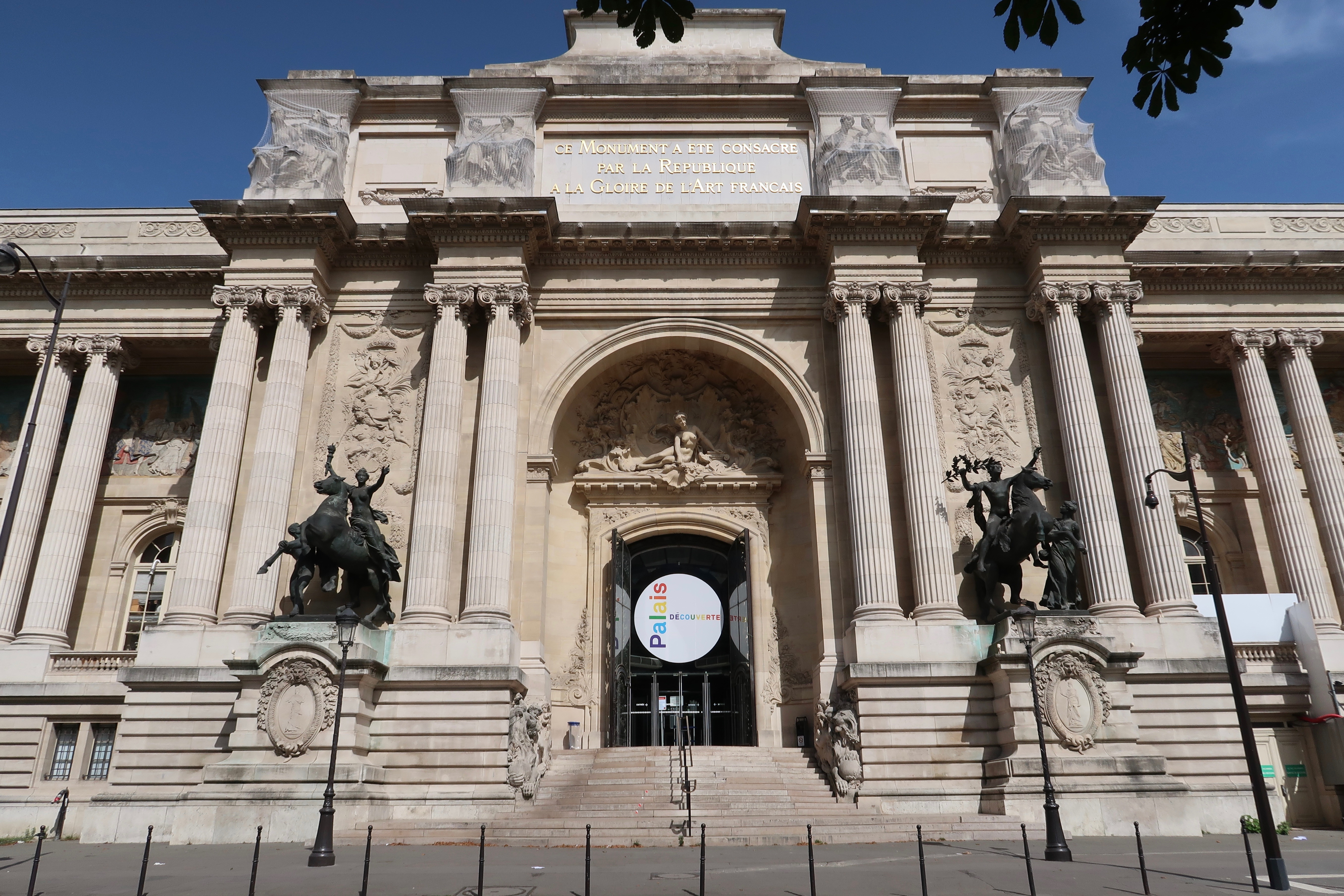
مدخل قصر الاكتشاف في شارع فرانكلين روزفلت.

قصر الاكتشاف Palais de la Découverte هو متحف للعلوم يقع في القصر الكبير (باريس) في الدائرة الثامنة في باريس، في شارع فرانكلين روزفلت في العاصمة الفرنسية باريس.
يفتح يوميا عدا يوم الإثنين ويتم تحصيل رسم دخول. أنشأ المتحف عام 1937 من قبل جان بابتيست بيرين الحاصل على جائزة نوبل في الفيزياء عام 1926، خلال معرض دولي حول الفنون والتقنيات في الحياة الحديثة.
وفي عام 1938 قررت الحوكمة الفرنسية تحويل هذا المعرض إلى متحف يحتل حاليا 25 ألف متر مربع في الجناح الغربي من القصر الكبير (قصر دانتان). وفي يناير 2010 تم دمج قصر الاكتشاف مع مدينة العلوم والاقتصاد في هيئة واحدة.
يضم المتحف حاليا معروضات دائمة في مجالات الرياضيات والفيزياء وعلم الفلك والكيمياء والجيولوجيا والبيولوجيا.

## مقالات ذات صلة
- قائمة قصور باريس